# Chance of Rain (album Laurel Halo)
Chance of Rain – drugi album studyjny amerykańskiej kompozytorki Laurel Halo, wydany 28 października 2013 roku nakładem wytwórni Hyperdub jako CD, płyta winylowa i digital download.

## Album

### Historia i muzyka
Album studyjny Chance of Rain został zarejestrowany w Berlinie, do którego Halo przeprowadziła się w 2013 roku. Jego instrumentalne utwory wyewoluowały z występów artystki na żywo. Słychać w nich wpływ techno i house z Detroit. Do ich nagrania Halo wykorzystała syntezatory i perkusję. Album otwiera krótki utwór, prowadzony przez elektryczny fortepian, a zamyka utwór akustyczny o podobnej długości i lekkości. 

### Okładka
Ilustracja na okładce albumu nie ma bezpośredniego związku z muzyką. Narysował ją ojciec Halo w latach 70. (jeszcze przed jej narodzinami). Jest ona – zdaniem Aarona Coultate’a z magazynu Resident Advisor – „skomplikowana, dziwna i piękna (podobnie jak sam album) i nadaje mu intymny kontekst”.

### Lista utworów
Lista według Discogs:
| 1. | Dr. Echt       | 1:37  |
|    |                |       |
| 2. | Oneiroi        | 7:34  |
|    |                |       |
| 3. | Serendip       | 6:28  |
|    |                |       |
| 4. | Chance Of Rain | 7:35  |
|    |                |       |
| 5. | Melt           | 2:20  |
|    |                |       |
| 6. | Still / Dromos | 3:50  |
|    |                |       |
| 7. | Thrax          | 5:55  |
|    |                |       |
| 8. | Ainnome        | 7:13  |
|    |                |       |
| 9. | -Out           | 1:29  |
|    |                |       |
|    |                | 44:01 |
|    |                |       |

### Informacje
- Laurel Halo – muzyka, produkcja
- ilustracja na okładce – Arthur Chartow
- mastering – Dubplates & Mastering (Berlin)

## Odbiór

### Opinie krytyków
| Oceny łączne         | Oceny łączne |
| Publikacja           | Ocena        |
| -------------------- | ------------ |
| Album of the Year    | 77/100       |
| AnyDecentMusic?      | 7.3/10       |
| Metacritic           | 78/100       |
| Recenzje             |              |
| Publikacja           | Ocena        |
| AllMusic             | [ 4 ]        |
| Clash                | 8/10         |
| Drowned in Sound     | 7/10         |
| Exclaim!             | 9/10         |
| Fact                 | 4/5          |
| The Irish Times      | [ 12 ]       |
| The Line of Best Fit | 8/10         |
| musicOMH             | [ 14 ]       |
| NME                  | [ 15 ]       |
| Pitchfork            | 7.4/10       |
| PopMatters           | 8/10         |
| The Skinny           | [ 18 ]       |
| Slant Magazine       | [ 19 ]       |
| Sputnikmusic         | 4.0/5        |
| Tiny Mix Tapes       | [ 21 ]       |
| XLR8R                | 8/10         |

Pozbawiony wokalu "Chance Of Rain" pokazuje, że Laurel Halo po raz kolejny wycofuje się za dźwięki swoich maszyn, ale to głębia tych dźwięków mówi wiele.

Album otrzymał średnią ocenę 78 na 100 na podstawie 21 recenzji krytycznych w podsumowaniu Metacritic, 77 na 100 na podstawie 22 recenzji w zestawieniu Album of the Year oraz 7.3/10 na podstawie 20 recenzji w zestawieniu AnyDecentMusic?.
Chance Of Rain jest – według DeForresta Browna Juniora z Tiny Mix Tapes „zadziwiająco wymagającym albumem w każdym znaczeniu tego słowa; i dlatego jest to jedna z najbardziej fascynujących i pięknych rzeczy, jakie słyszałem od lat” – ocenia autor dając wydawnictwu maksymalną notę.
Chance of Rain – zdaniem Tima Gentlesa z magazynu XLR8R – „ brzmi zdecydowanie nieludzko. To muzyka zimna i pod wieloma względami niegościnna, ale przepełniona pomysłami i odświeżającą chęcią uwzględnienia złożoności w czasach, gdy tak wiele muzyki tanecznej wraca do korzeni”.
Zdaniem Andy’ego Kellmana z AllMusic „album zawiera jedne z najmniej barwnych, ale najbardziej pomysłowych materiałów [muzycznych] Halo”.
„Chain of Rain jest w zasadzie próbą Laurel wydania klasycznego techno” – ocenia Daniel Sylvester z Exclaim! wyjaśniając: „Muzyka Halo nigdy nie była związana z nostalgią ani spójnością tematyczną, pozostawiając Chance of Rain jako świetny przykład artysty starającego się działać w twórczej próżni.
Według Martyna Younga z musicOMH „muzykę na Chance Of Rain można ogólnie określić jako klubową muzykę taneczną. Ale każdy utwór jest umiejętnie wypełniony odwracającymi uwagę i dezorientującymi niuansami, rozciągającymi, drażniącymi, a czasami brutalizującymi muzykę w coś zupełnie wyjątkowego”. Chance Of Rain jest albumem „zakorzenionym w najgłębszych głębinach eksperymentalnej elektroniki” i „wyraźnie odmiennym pod względem kreatywności i ekspresji od Quarantine”. Na tę odmienność zwraca uwagę również Adam Bychawski z Drowned in Sound twierdząc zarazem, iż Chance of Rain „wymyka się łatwym wyjaśnieniom”, będąc albumem, który „bardziej przypomina dziwną pogodę niż lekki deszcz”.
„Chance of Rain to szemrząca burza aluwialnych dronów i miarowego perkusyjnego bębnienia” – ocenia Chase Woodruff ze Slant Magazine.
Zdaniem Nathana Comera z The Line of Best Fit Halo na Chance of Rain „kontynuuje zagłębianie się w avant-techno prezentowane na jej [Halo] ostatnich EP-kach: Sunlight on the Faded i Behind the Green Door” aby, poprzez rezygnację z wokalu, „badać lodowate beaty i parną atmosferę”.
Aaron Coultate z Resident Advisor zauważa, iż na Chance Of Rain Halo rezygnuje z wokalu i „pozwala mówić swoim maszynom. Nie wydaje się to być artystyczną rewolucją, ale pokazuje, że Halo odchodzi od abstrakcyjnej natury swoich wczesnych płyt w kierunku czegoś cięższego i bardziej bezpośredniego”. 
Andrew Gaerig z magazynu Pitchfork ocenia, iż „dynamiczny, odważny” Chance of Rain kontynuuje przemianę muzycznego stylu Halo w kierunku surowych instrumentalnych rygorów techno. Muzyka albumu „wymyka się łatwym klasyfikacjom – prawdopodobnie celowo. Miota się ona pomiędzy IDM-owym zamieszaniem z lat 90., wypaczoną hipnagogiczną uczuciowością a prawdziwą muzyką klubową, która ma inspirować do tańca”.